# N901iC
FOMA N901iC（フォーマ・エヌ きゅう まる いち アイ・シー）は、NECによって開発された、NTTドコモの第三世代携帯電話 (FOMA) 端末製品である。
なお、N901i という製品は存在しない。

## 概要
N901iCは、アークラインを従来機種に引き続き採用した折りたたみ式携帯電話端末。
カラーバリエーションはピンク色のシェルピンク、水色のスパイクブルー、白色のパウダースノー、ダークブラウンのビターチョコ、以上の四種類。
表面は抗菌加工が施されている。
メインディスプレイには2.3インチTFT液晶 (QVGA+) を採用。
縦方向のドット数が拡張され、従来機種のQVGAに比べ、一行分多く表示できるようになった。
レシーバ横にはテレビ電話用に11万画素CCD デジタルカメラを搭載。
N901iCでは、テレビ電話機能の拡充が図られている。
デュアルトーンと呼ばれるツートンカラーデザインの背面には、引き続き有効画素数100万ながらも200万画素相当の解像度を実現するスーパーCCDハニカムのカメラを搭載。
接写（マクロ撮影）切り替えスイッチは上面に、赤外線通信ポートはサブディスプレイの隣に配置されている。
ステレオスピーカーを搭載し3Dサウンドを実現。
底面にはFeliCaを搭載し、iモードFeliCaに対応する。モバイルSuicaには非対応。
ボタン部分にはニューロポインターを装備。
文字入力システムにはT9ダイレクトを採用した。
N901iCは、フジテレビ系テレビドラマ『離婚弁護士II ～ハンサムウーマン～』の劇中にて、天海祐希が演じる主人公の間宮貴子が使用していた。
また、テレビ朝日系テレビドラマ『相棒』の劇中にて、水谷豊が演じる主人公の杉下右京が使用していた。

## 歴史
- 2004年11月17日: F901iC・N901iC・SH901iC・D901i・P901iの開発が発表。
- 2004年11月24日: 電気通信端末機器審査協会 (JATE) による審査を通過（認定番号: A04-0599001）。
- 2005年1月28日: N901iC 発売開始。
- 2005年6月24日: マイナーチェンジモデルのN901iSが発売された。

## 不具合
- 2005年6月6日: 端末が操作不能もしくは再起動する不具合。ソフトウェア更新によって対処。
- 2006年1月25日: 通信不能になる不具合。基地局改修の影響によるもの。同様の不具合がN700i・P901i・P700i・SH901iC・SH700iにおいても発生しており、いずれもソフトウェア更新によって対処。